# Bölöni Sámuel
Bölöni Sámuel (18. század) hivatalnok.
Somkeréken született. 1790-92 között Prágában tanult jogtudományt, majd az Erdélyi Udvari Kancellária ágense, jogtudós és a bécsi Theresianum magyar nyelvtanítója lett.
Az ő műve az első magyarra fordított angol regény: Mária: vagy a' nemes gondolkodású Paraszt Leány egy igen szomorú történet (Mottó Popétól). Fordította eredeti Ánglus Nyelvből Magyarra, és szükséges világosító, és Erköltsi jegyzésekkel megbővitette BÖLÖNI SÁMUEL. Az egész Törvényi és Kamarai Tudományoknak Candidátussa. Kolosvárott Nyomt. a' Ref. Coll. Betűivel, 1794. (Az eredeti művet Georg Monck Berkeley canterburyi lelkész írta, és 1784-ben jelent meg).
1784. december 22-én egy hosszabb, röpiratszerű verset írt az 1784-es erdélyi parasztfelkelésről Sok nemes erdélyországi urak...romlásáról címmel, amely kéziratban maradt fenn (kiadta Dékáni Kálmán: Egykorú vers a Hóra-lázadásról. A Hunyadmegyei Történelmi és Régészeti Társulat tizenhetedik évkönyve. Déva 1907. 97—122 1.).
Könyvtárának címjegyzéke kinyomatot Bibliotheca Bölönyana (Becs, 1811. 814. l.) címmel.